# Божевільний Бог
Божевільний Бог (Mad God) — американський покадровий анімаційний експериментальний фільм жахів 2021 року. Фільм написаний, спродюсований і знятий Філом Тіппеттом.

## Про фільм
Вбивця подорожує кошмарним підземним світом.
Підземелля сповнене змучених душ, зруйнованих міст і жалюгідних чудовиськ, викуваних із первісних жахів підсвідомості.

## Знімались
| Актор           | Роль           |
| --------------- | -------------- |
| Алекс Кокс      | Остання людина |
| Нікета Роман    | медсестра      |
| Ентоні Руйвівар | Вітч           |
| Талал Селхамі   | гном           |